# 翔天廊

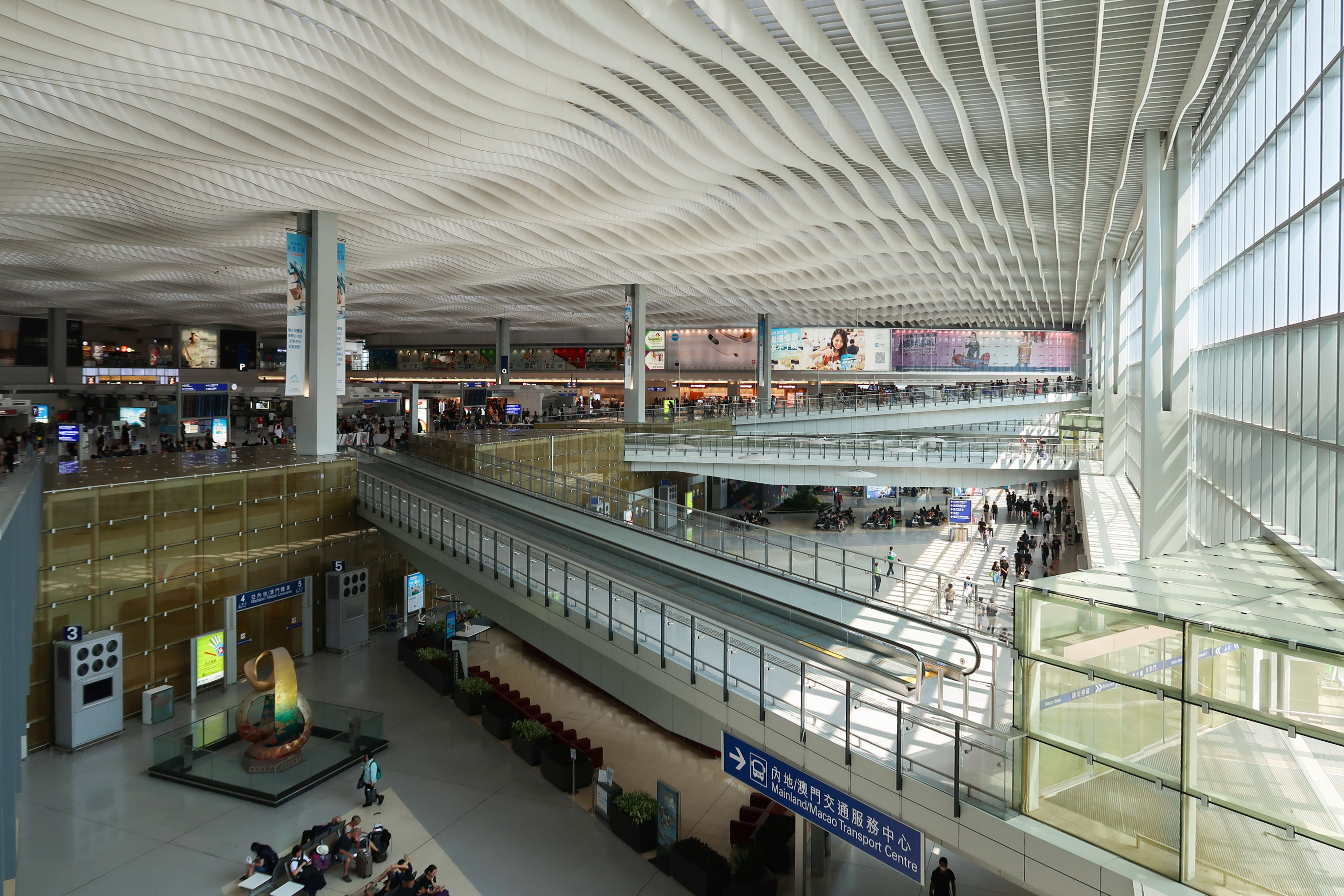
翔天廊

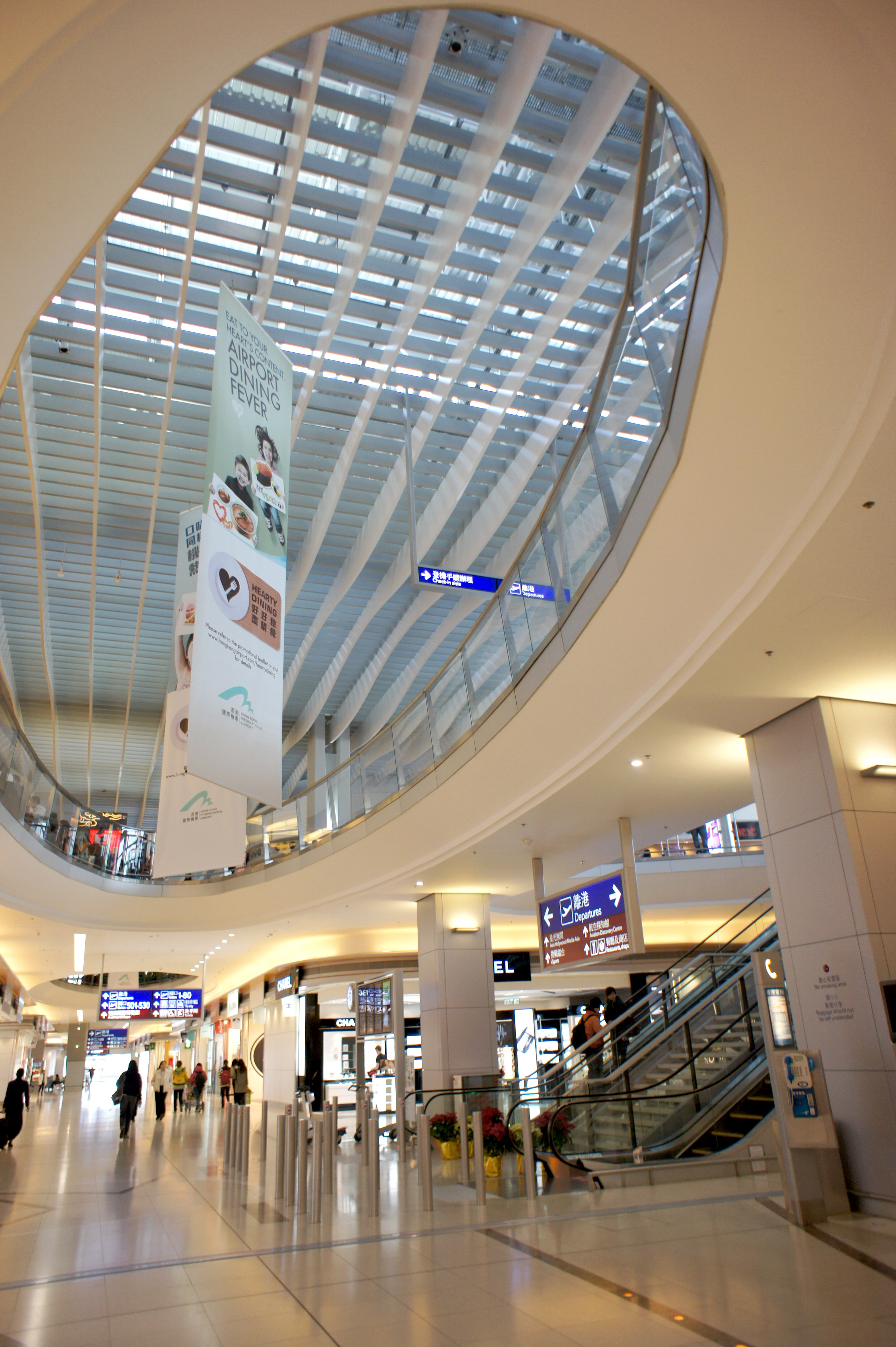
位於二號客運大樓6樓的翔天廊

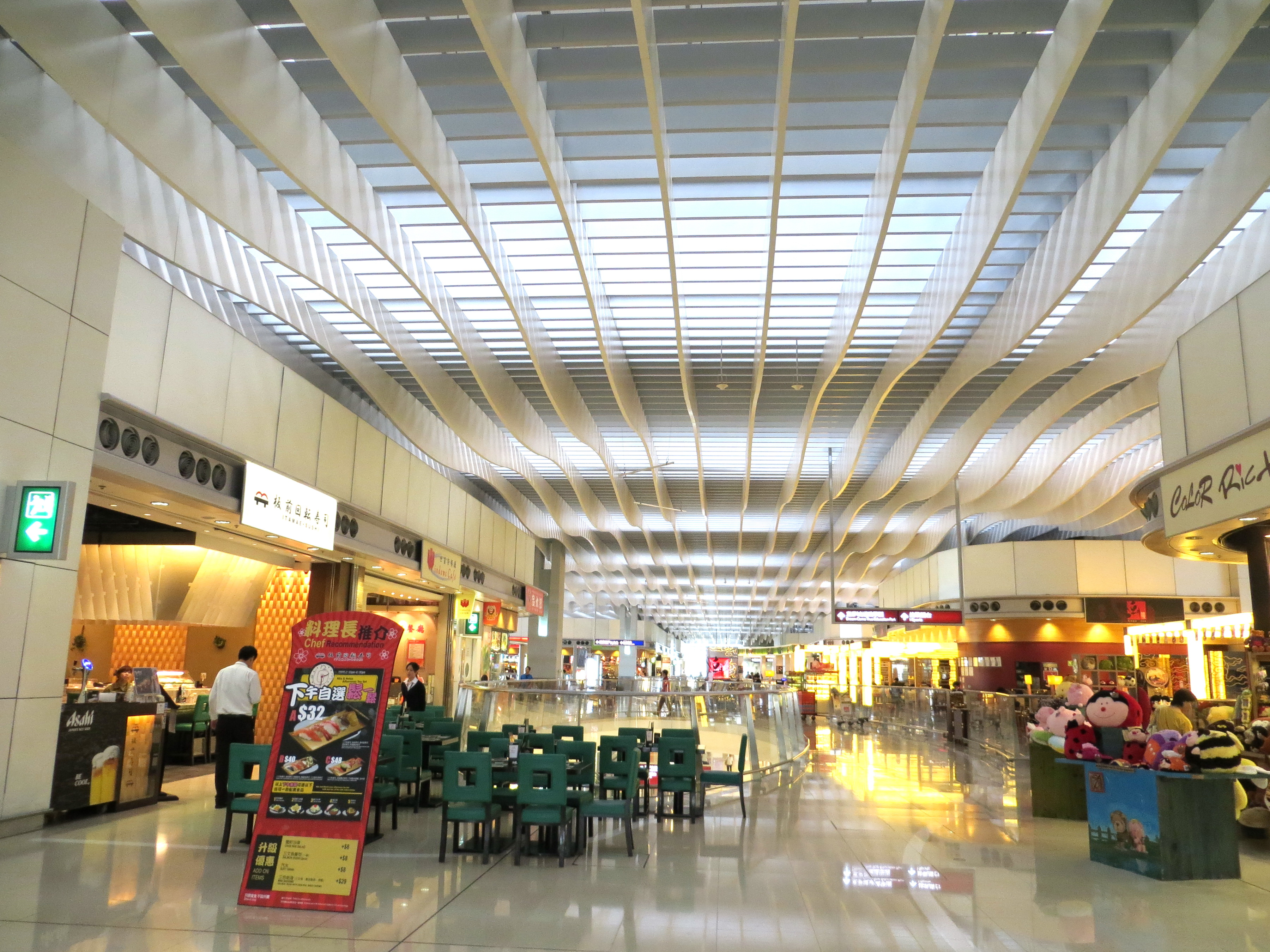
翔天廊

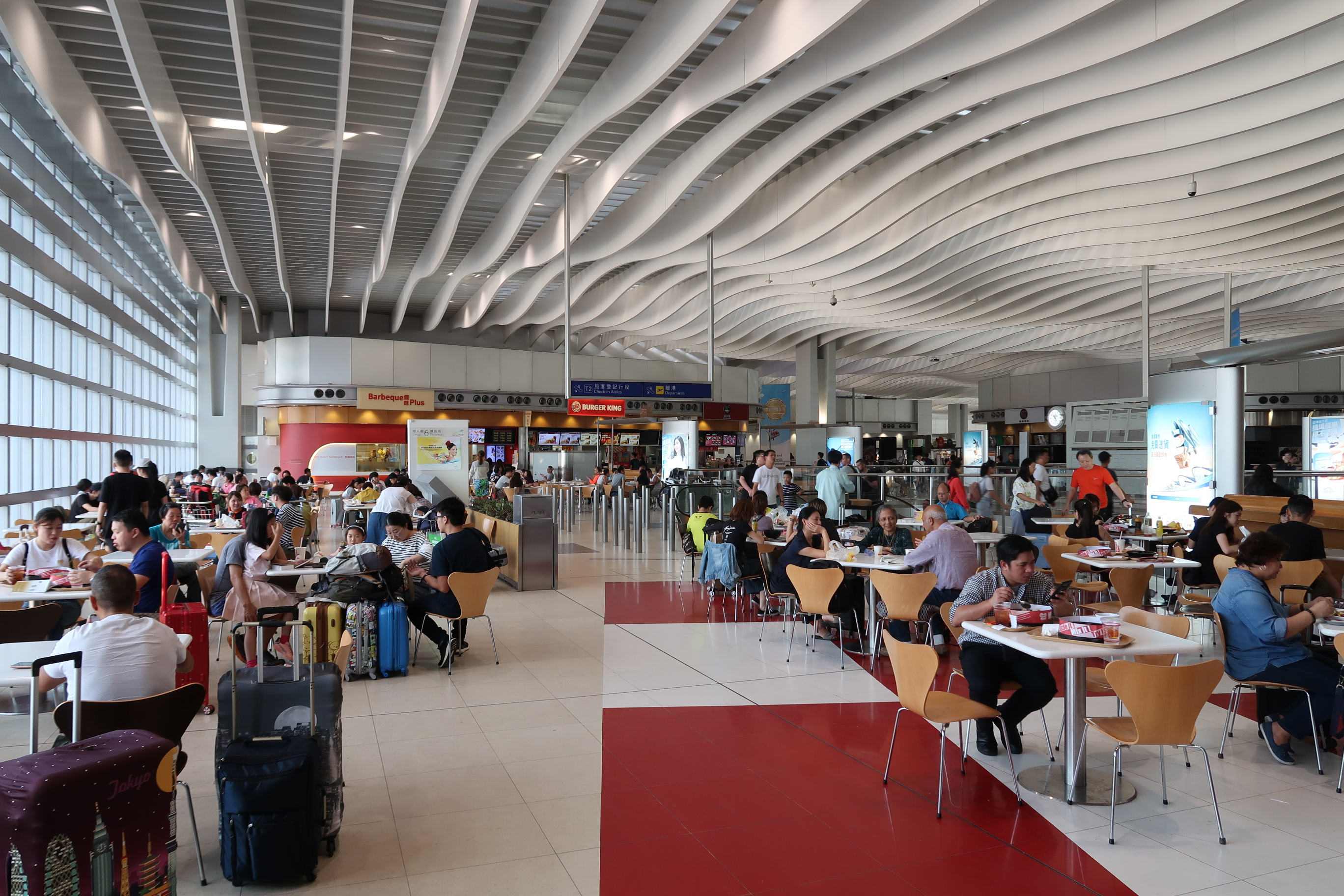
翔天廊美食廣場

翔天廊（英語：SkyPlaza）是位於香港新界赤鱲角第一代香港國際機場二號客運大樓6樓的綜合消閒娛樂中心，是航天城內的兩座大型商場之一，於2007年2月初啟用。翔天廊設有多道行人天橋及行人通道相連，香港國際機場一號客運大樓之間設有港鐵機場快綫機場站。翔天廊的商舖面積達35,000平方米，其中逾90%面積為非禁區，包括110間商舖及23間食肆，更設有IMAX戲院、日清展覽館及航空探知館等娛樂設施。因二號客運大樓重建，商店由2019年8月起陸續搬遷，到2019年11月28日晚上11時起關閉。

## 主要設施
戲院
2012年2月以前為4D超立體巨幕影館，院內安裝了一塊樓高逾4層、全亞洲最大的銀幕，為由香港機場管理局、洲立影藝有限公司和影片技術供應商SimEx-Iwerks聯手創辦的項目，耗資約1,000萬美元，於2007年3月30日正式開幕，於2012年1月31日結業。
現由UA改為全球首間位於飛機場內的IMAX，於2012年7月5日開幕，擁有全香港最大塊的IMAX銀幕，播放普通電影時可以容納350位觀眾，播放三維電影時可以容納320位觀眾。
航空探知館
位於香港國際機場二號客運大樓翔天廊6樓，是全球首間設於機場航廈內的航空主題多媒體中心，於2007年6月1日正式啟用，由洲立影藝負責營運。館內設有多個展區，逾20多項多媒體互動設施，介紹世界民用航空事業、啟德機場及香港國際機場的發展。館內大部分設施免費參觀，並可供參觀者親自操作。
童夢城通識學園
位於香港國際機場二號客運大樓翔天廊6樓，佔地10,500平方呎，於2012年8月中開幕，是一個新穎獨特且具啟發性的主題教學園，集真實體驗及活動教學於一身，讓兒童可以通過「在職」培訓，從而啟發潛能及興趣。教學園涵蓋10多個不同的模擬行業，如模擬飛機客艙、火箭發射中心、新聞中心、愛心醫院等，讓兒童可以透過職業模擬遊戲學習及體驗不同行業的相關真實運作，從而拓展視野，培養團隊合作精神和正確的社會價值觀。學園內的遊戲及活動只限3-16歲的人士入場及使用。17歲以上的成人則必須與3-16歲小童以組合形式入場，但成人不能參與活動，只可通過大電視觀察孩子們在館內的情況。

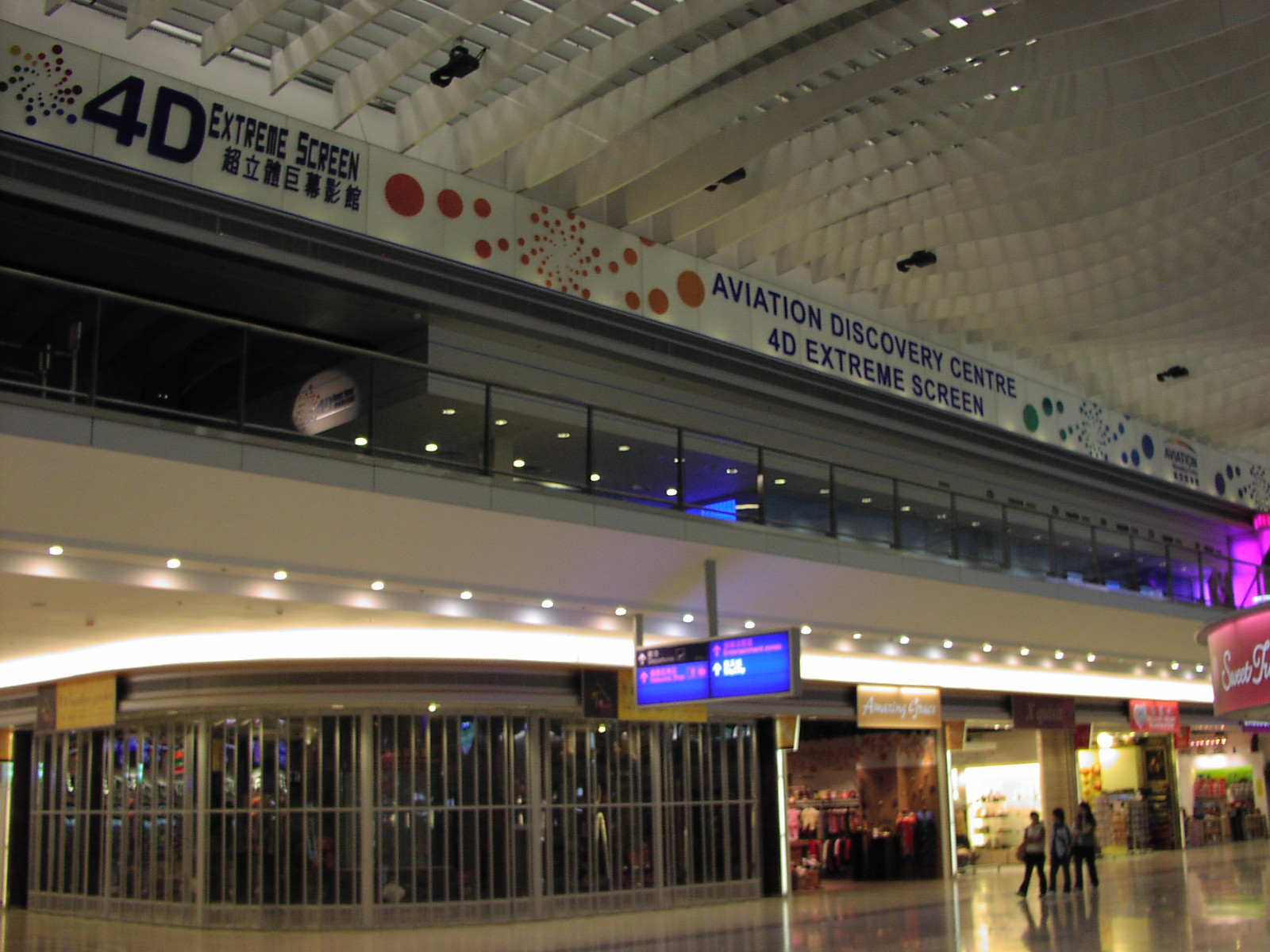
4D超立體巨幕影館
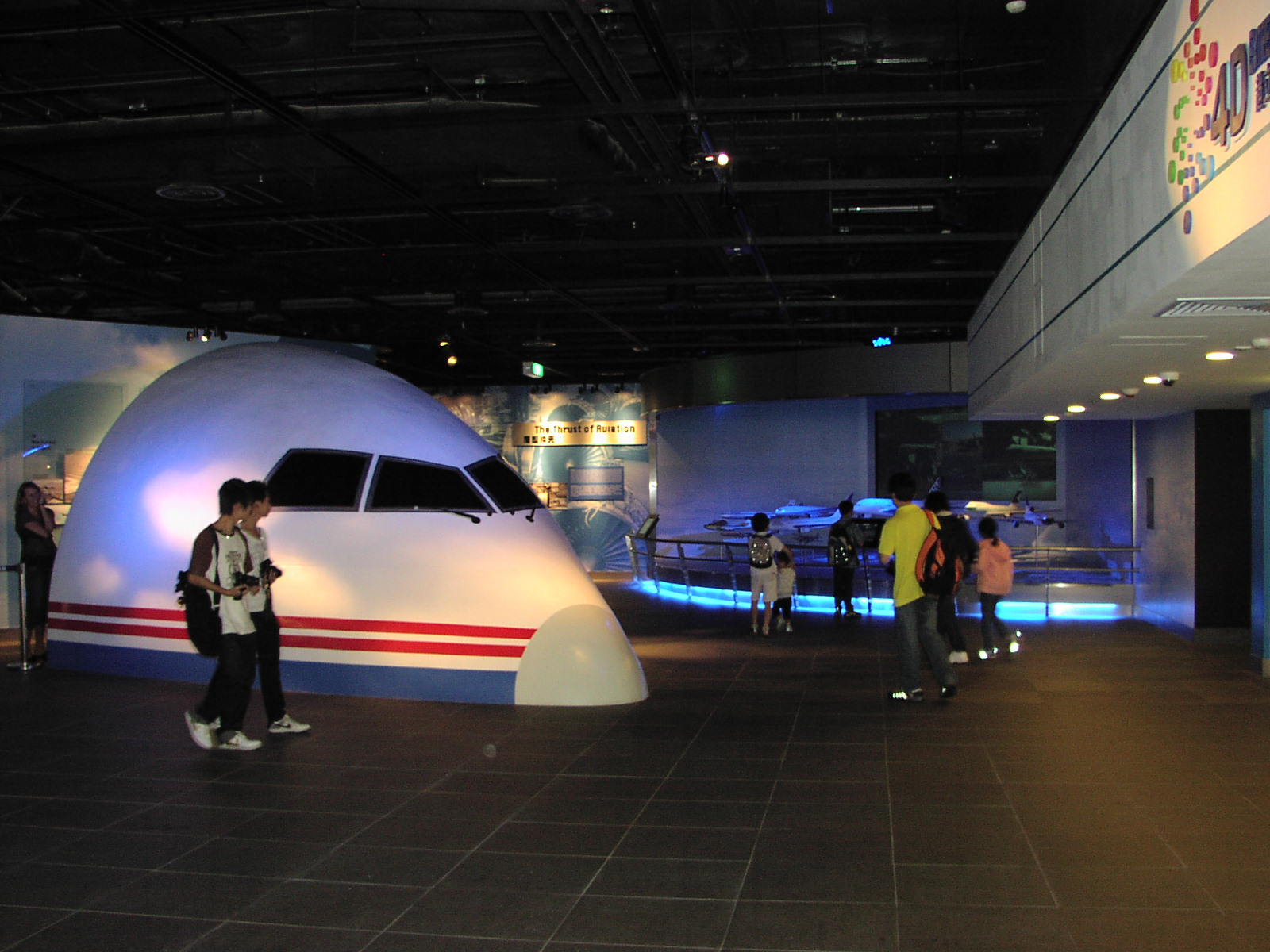
航空探知館
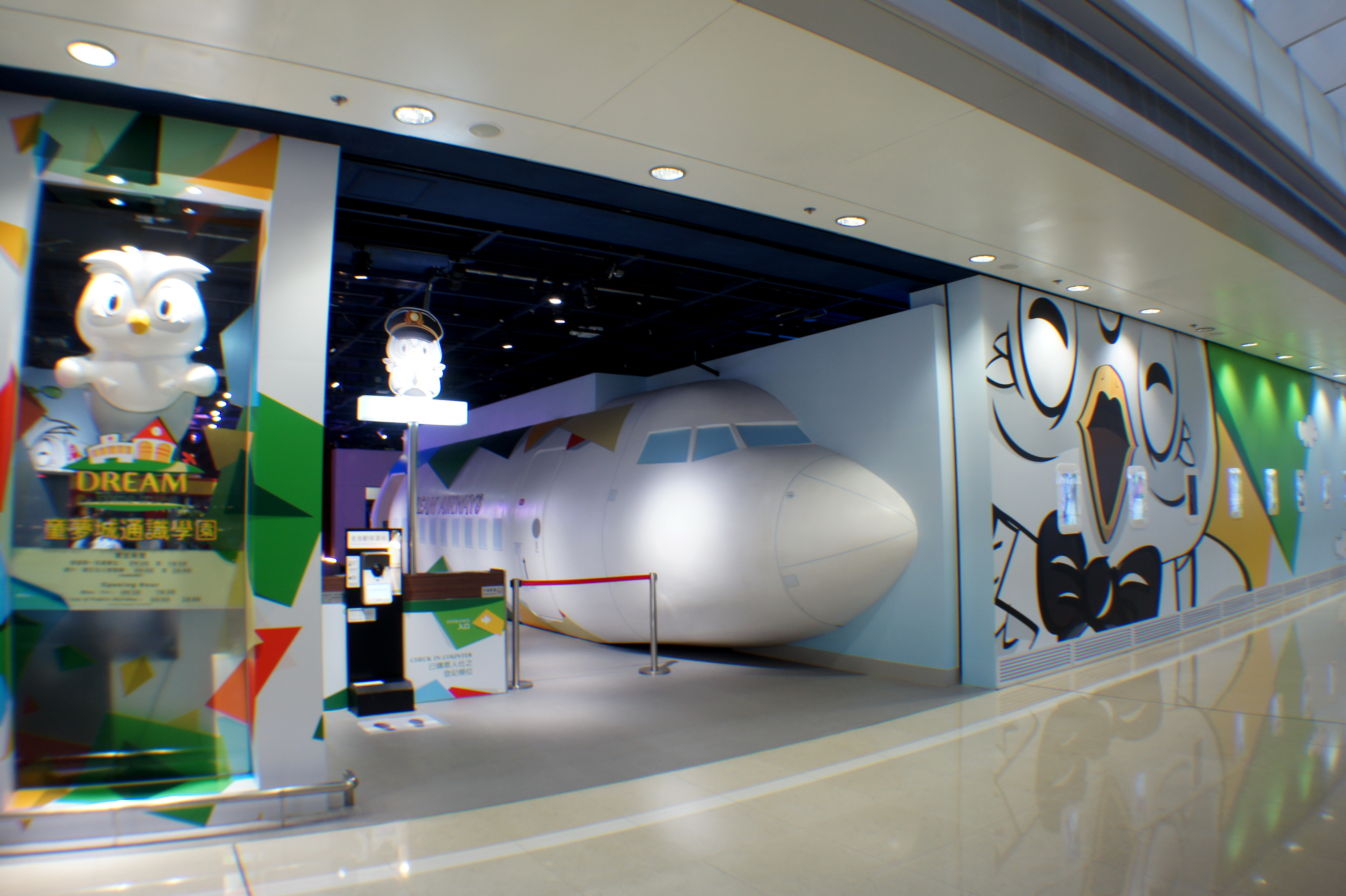
童夢城通識學園

## 結業設施

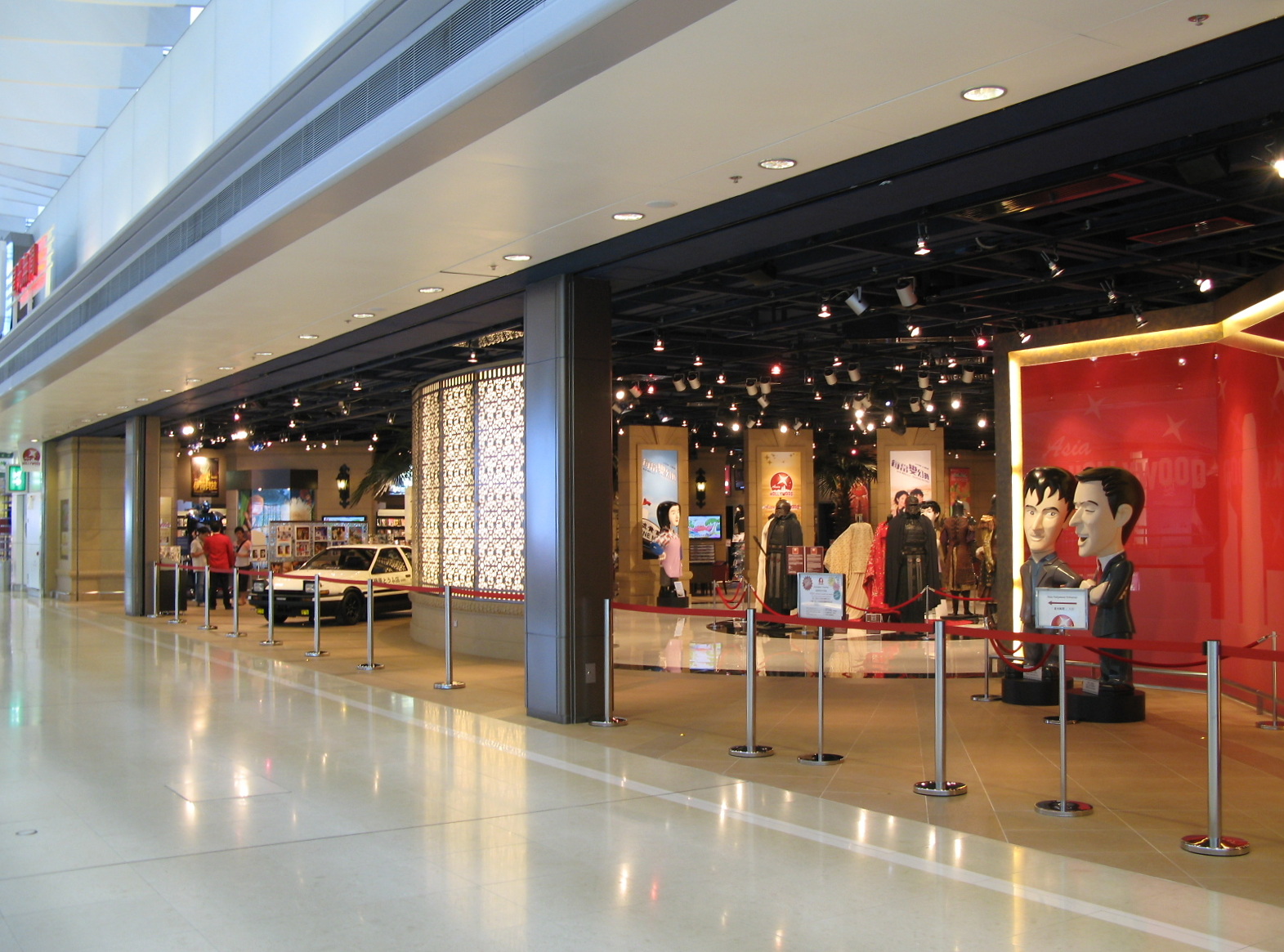
Asia Hollywood

Asia Hollywood星光無間電影娛樂展覧館和isport擂台挑戰樂園，此展覧館內展示了香港電影道具和戲服、也提供了很多場景可以拍照，例如《頭文字D》的戰車AE86。展覧館於2012年結業，原址改為童夢城通識學園和日清杯麵製作館。
i-Sports遊樂場
室內遊樂場內設有十多部大型機動遊戲機，在2007年4月試業，同年5月開幕。
日清展覽館
位於香港國際機場二號客運大樓翔天廊6樓童夢城通識學園內，於2016年11月底開幕。除介紹日清食品品牌外，更設「我的合味道工作坊」和全球首間「出前一丁工作坊」，讓參加者自行製作杯麵和出前一丁，到2018年11月30日遷出。

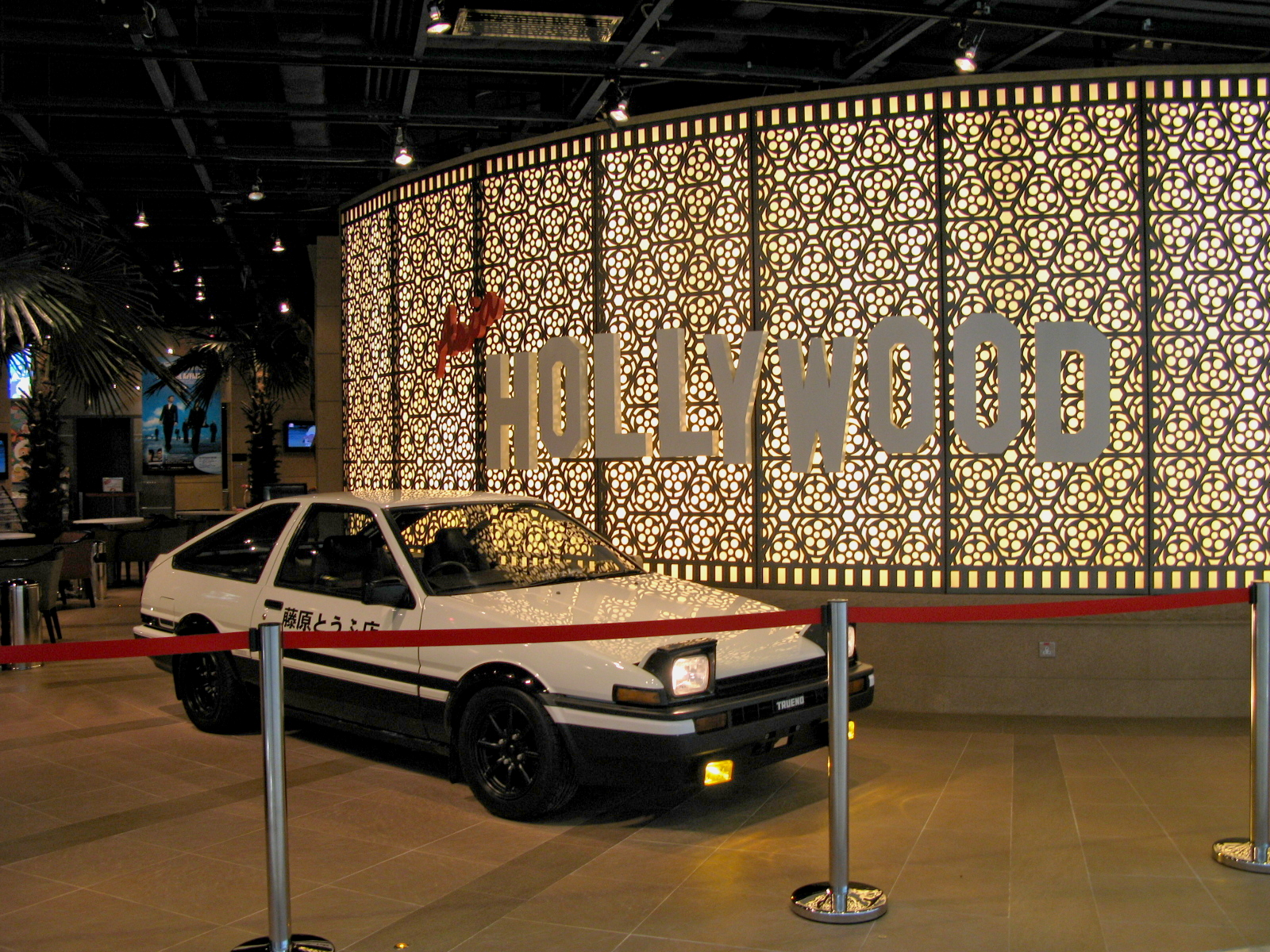
Asia Hollywood 入口展示了《頭文字D》的戰車AE86
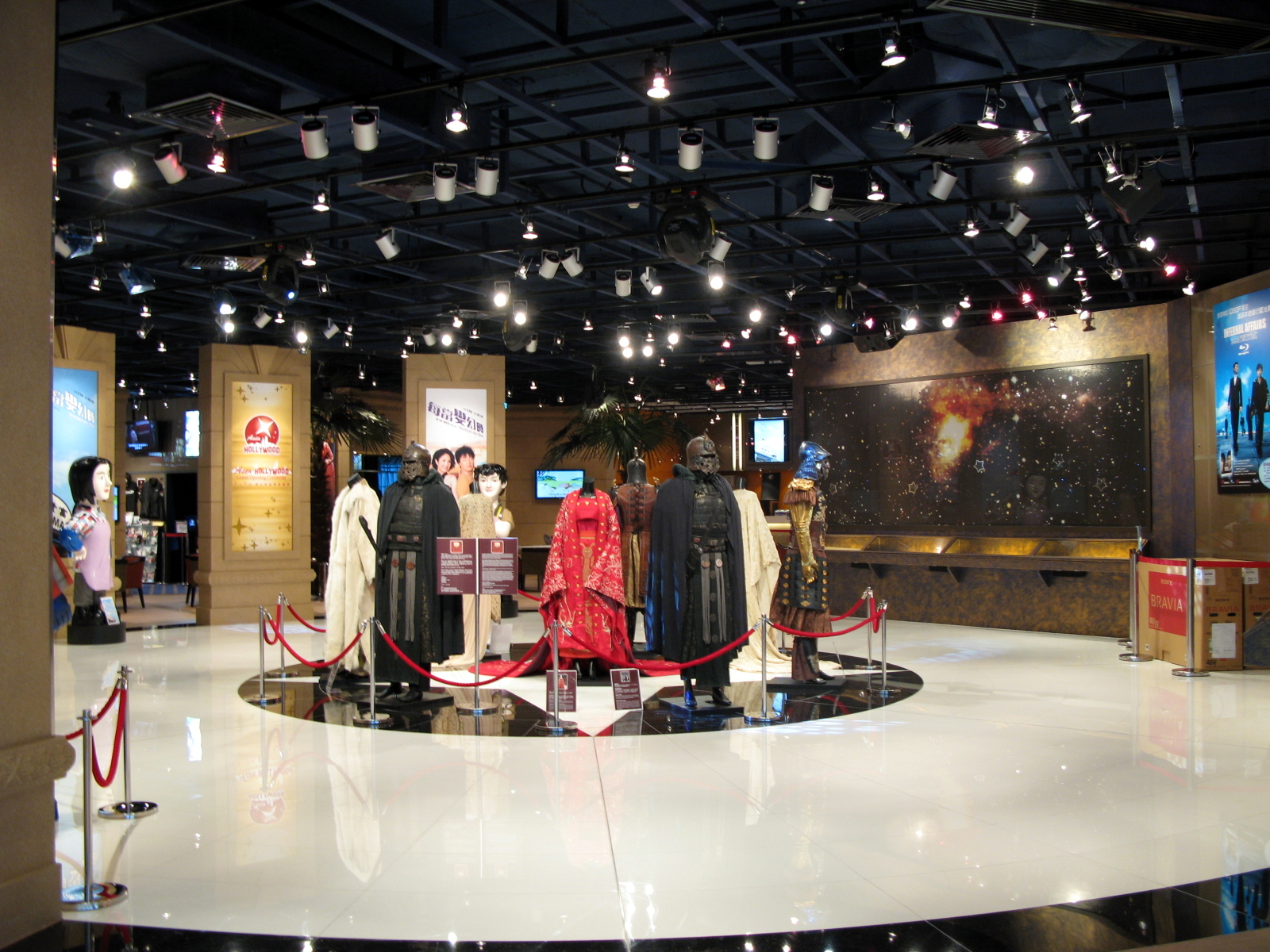
Asia Hollywood 內展示了電影道具和戲服
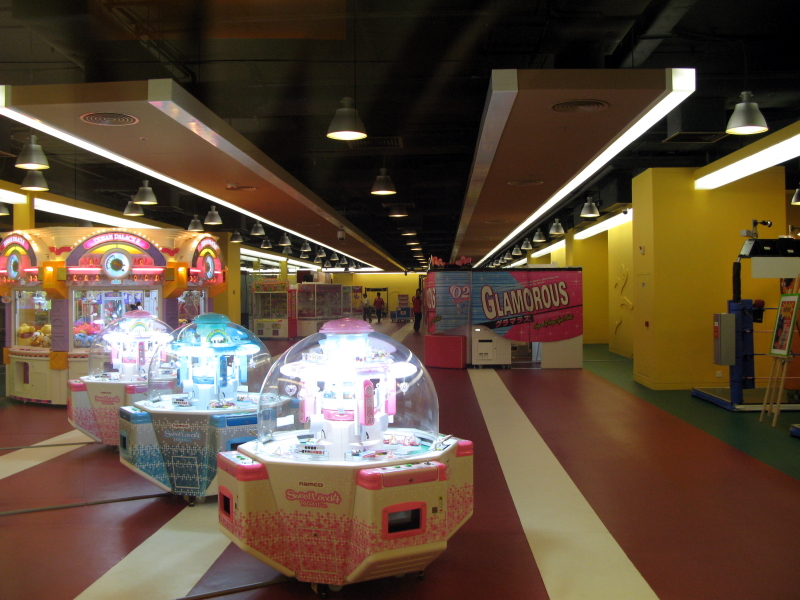
i-Sports遊樂場
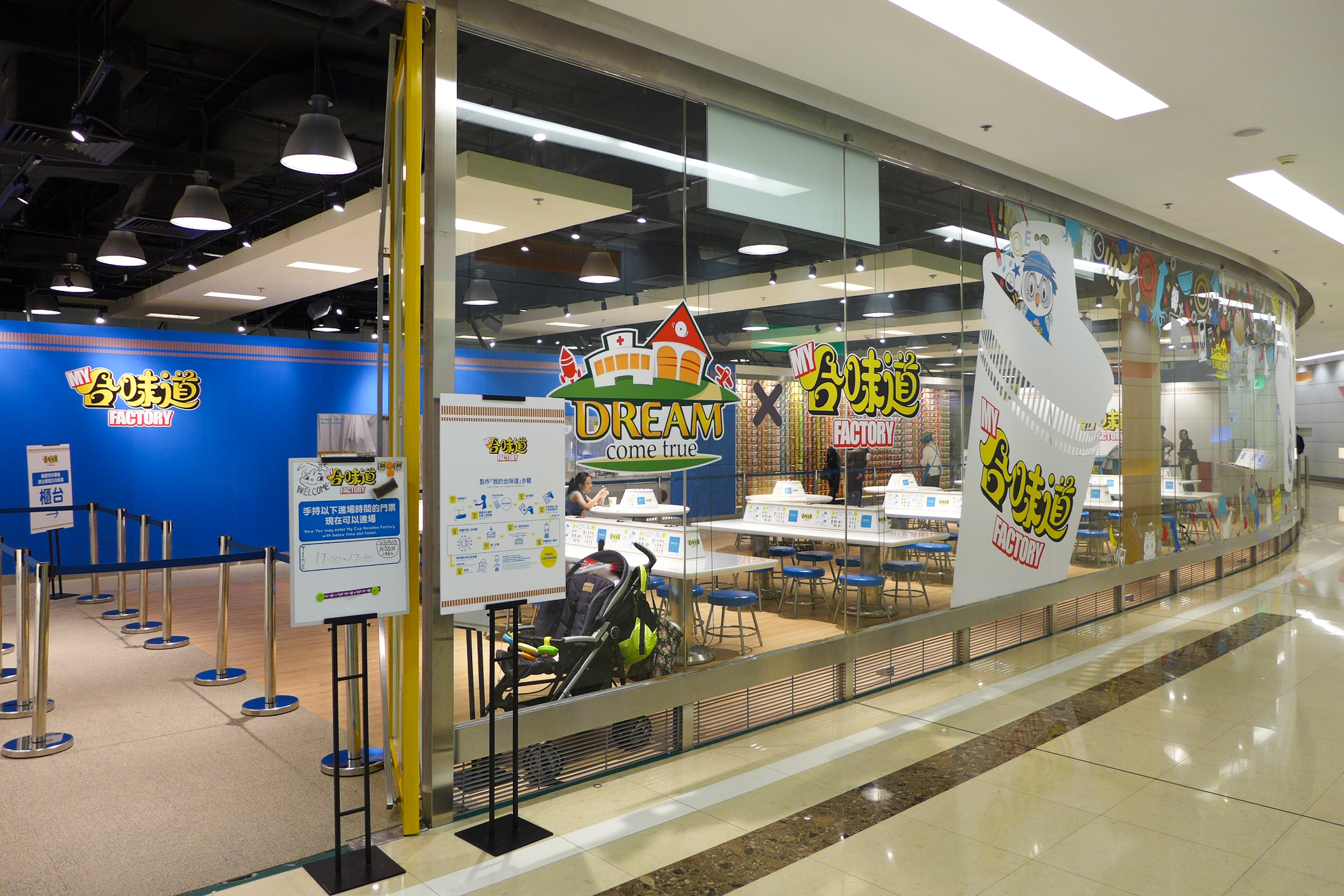
日清展覽館

## 商店

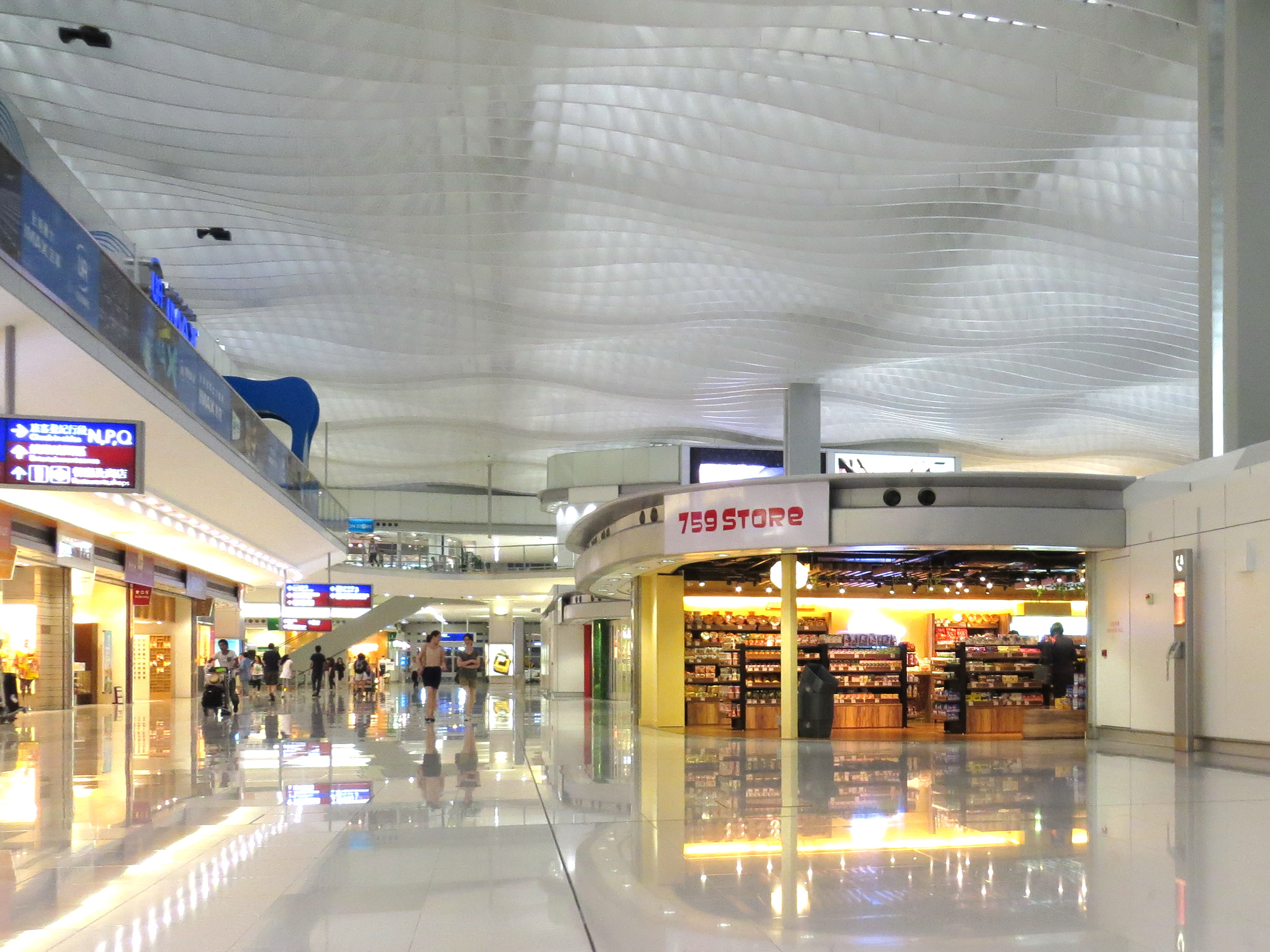
翔天廊內設多間商店

服飾店包括bossini、Baleno、G2000、佐丹奴、上海灘、giordano ladies、Munsingwear、LACOSTE、Levi's OUTLET STORE及Samuel & Kevin等。精品店包括毛絨玩具專門店ColoR RicH、Amazing Grace裝飾品店、Crown Books、Page One、EXPLORATION STORE、電器店包括DG Life Style、The Gallery – by LEICA、OTO及豐澤電器。其餘主要商戶包括7-11便利店、OK便利店、FREE DUTY免稅店、759阿信屋、萬寧、匯豐銀行及香港迪士尼樂園奇妙店等。

## 資料來源
1. ↑  . 東方日報. 2011-08-17  [2012-11-20].
2. ↑  . Umagazine. 2016-11-24  [2016-11-27]. （原始内容存档于2016-11-27）.
3. ↑  日清食品有限公司.  (PDF). 2018-08-31  [2019-08-28]. （原始内容存档 (PDF)于2019-08-28）.

## 外部参考
- 翔天廊 （页面存档备份，存于）
- 童夢城通識學園 （页面存档备份，存于）